# بونیتا (آریزونا)
بونیتا (به انگلیسی: Bonita) یک منطقهٔ مسکونی در ایالات متحده آمریکا است که در آریزونا واقع شده‌است. بونیتا ۱٬۳۸۵٫۰۳ متر بالاتر از سطح دریا واقع شده‌است.